# Progreso (revue)
Pour les articles homonymes, voir Progreso.
Progreso est une revue fondée en 1908 par le professeur au Collège de France Louis Couturat, rédigée en langue ido. Cette revue était consacrée à l'étude, la propagation et l'amélioration de la langue ido, également appelée Linguo Internaciona.
Progreso est désormais éditée en tant que revue officielle de l'Uniono por la Linguo Internaciona, organisme officiel régissant la langue.